# Copa Korać
La Copa Korać es el nombre que recibió una de las competiciones europeas de clubes de baloncesto organizadas por la Federación Internacional de Baloncesto (FIBA). El torneo se concibió en 1971 y disputó sus primeros partidos el 4 de enero de 1972. Fue bautizada Korać en homenaje al baloncestista yugoslavo Radivoj Korać, un gran jugador del OKK Belgrado que había fallecido en 1969 en un accidente de tráfico a los 31 años. El trofeo sería ofrecido por el OKK y todos los beneficios generados por la competición serían destinados a la fundación que se creó en su nombre.

## Historia
En su primera edición, celebrada en la temporada 1971-1972, fueron invitados a participar sólo ocho equipos: dos españoles (CE Manresa y Picadero Jockey Club), dos franceses (Olympique d'Antibes Basket y Caen BC), dos yugoslavos (Lokomotiva Zagreb y OKK Belgrado), uno belga (Standard BC) y uno alemán (USC München). La final, disputada a doble partido (ida y vuelta), fue ganada al OKK por el KK Lokomotiva (actual KK Cibona).
En las siguientes ediciones se amplió el número de participantes y el formato de competición fue variando a lo largo de los años, de manera que pudieran participar en una competición europea los clubes mejor clasificados de cada país que no pudiesen competir en la Copa de Europa ni en la Recopa.
La competición dejó de celebrarse al término de la temporada 2001-2002 por causa de la crisis del baloncesto europeo propiciada por la escisión entre la FIBA y la Unión de Ligas Europeas de Baloncesto (ULEB). Ese año se optó por suprimir la competición al tomar partido por la ULEB los principales clubes del continente.
Por ese motivo, la ULEB estableció un año después una nueva competición, la Copa de la ULEB, que recogió el testigo de la Copa Korać.

## Palmarés

### Clubes
| Equipo                  | Títulos | Subcampeonatos | Año del título                     |
| ----------------------- | ------- | -------------- | ---------------------------------- |
| Pallacanestro Cantú     | 4       | 1              | 1972-73, 1973-74, 1974-75, 1990-91 |
| KK Partizan             | 3       | 1              | 1977-78, 1978-79, 1988-89          |
| CSP Limoges             | 3       | 1              | 1981-82, 1982-83 y 1999-00         |
| Olimpia Milano          | 2       | 2              | 1984-85 y 1992-93                  |
| Virtus Roma             | 2       | 1              | 1985-86 y 1991-92                  |
| F.C. Barcelona          | 2       | 1              | 1986-87 y 1998-99                  |
| KK Split                | 2       | 0              | 1975-76 y 1976-77                  |
| Joventut de Badalona    | 2       | 0              | 1980-81 y 1989-90                  |
| KK Cibona               | 1       | 2              | 1971-72                            |
| AMG Sebastiani Rieti    | 1       | 1              | 1979-80                            |
| Real Madrid CF          | 1       | 1              | 1987-88                            |
| Unicaja Málaga          | 1       | 1              | 2000-01                            |
| ÉB Pau-Orthez           | 1       | 0              | 1983-84                            |
| PAOK Salónica BC        | 1       | 0              | 1993-94                            |
| ALBA Berlin             | 1       | 0              | 1994-95                            |
| Efes Pilsen SK          | 1       | 0              | 1995-96                            |
| Aris Salónica BC        | 1       | 0              | 1996-97                            |
| Scaligera Basket Verona | 1       | 0              | 1997-98                            |
| SLUC Nancy Basket       | 1       | 0              | 2001-02                            |

### Entrenadores
| Entrenador          | Títulos | Años                        |
| ------------------- | ------- | --------------------------- |
| Arnaldo Taurisano   | 3       | 1972-73, 1973-74 y 1974-75. |
| Petar Skansi        | 2       | 1975-76 y 1976-77.          |
| André Buffière      | 2       | 1981-82 y 1982-83.          |
| Aíto García Reneses | 2       | 1986-87 y 1998-99.          |

### Países
| País       | Títulos | Años                                                                                       |
| ---------- | ------- | ------------------------------------------------------------------------------------------ |
| Italia     | 10      | 1972/73, 1973/74, 1974/75, 1979/80, 1984/85, 1985/86, 1990/91, 1991/92, 1992/93 y 1997/98. |
| Yugoslavia | 6       | 1971/72, 1975/76, 1976/77, 1977/78, 1978/79 y 1988/89.                                     |
| España     | 6       | 1980/81, 1986/87, 1987/88, 1989/90, 1998/99 y 2000-01.                                     |
| Francia    | 5       | 1981/82, 1982/83, 1983/84, 1999/00 y 2001-02.                                              |
| Grecia     | 2       | 1993/94 y 1996/97.                                                                         |
| Alemania   | 1       | 1994/95.                                                                                   |
| Turquía    | 1       | 1995/96.                                                                                   |